# Camissecla simasca
Camissecla simasca is een vlinder uit de familie van de Lycaenidae. De wetenschappelijke naam van de soort werd als Thecla simasca in 1920 gepubliceerd door Draudt.